# Bewegingslijn (stripterminologie)

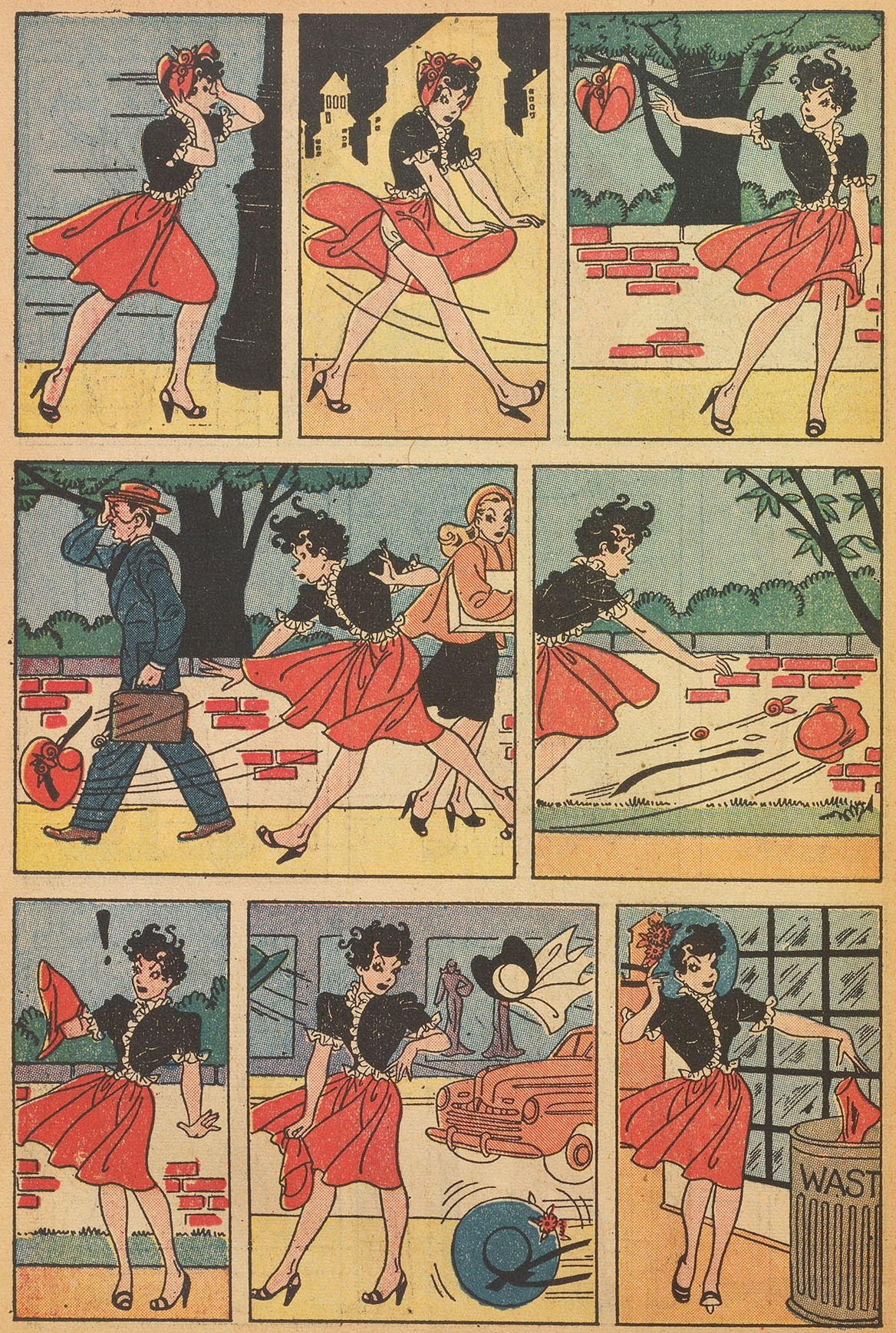
Mopsy (1948) - bewegingslijnen als luchtverplaatsing

Een bewegingslijn is een tekentechniek om beweging te suggereren in een stilstaand beeld door het tekenen van lijntjes achter een fictief bewegend voorwerp of figuur. De techniek wordt vaak gebruikt in strips.
De bewegingslijn kan de luchtverplaatsing suggereren. Maar het kan ook een stroboscopisch effect weergeven: een reeks momentopnames van eenzelfde beweging binnen een stripplaatje.